# Чемпіонат світу з футболу 1970 (кваліфікаційний раунд)
У кваліфікаційному раунді чемпіонату світу з футболу 1970 року 68 збірних змагалася за 14 місць у фінальній частині футбольної світової першості. Ще чотирьом збірним відмовлено в участі, а одну дискваліфіковано. Ще дві команди, господарі турніру збірна Мексики і діючий чемпіон світу збірна Англії, кваліфікувалися автоматично, без участі у відбірковому раунді.
Уперше представники африканської КАФ з одного боку та азійської (АФК) і океанської (ОФК) конфедерацій проводили окремі кваліфікаційні турніри, відповідно маючи гарантоване представництво у фінальній частині чемпіонату світу.
16 місць, передбачених у фінальній частині світової першості 1970 року, розподілили між континентальними конфедераціями таким чином:
- Європа (УЄФА): 9 місць, включаючи гарантоване місце збірної Англії. За решту 8 місць змагалися 29 команд.
- Південна Америка (КОНМЕБОЛ): 3 місця, за які змагалися 10 команд.
- Північна, Центральна Америка та Кариби (КОНКАКАФ): 2 місця, включаючи гарантоване місце Мексики. За другу путівку змагалися 12 команд.
- Африка (КАФ): 1 місце, за яке боролися 11 команд.
- Азія й Океанія (АФК/ОФК): 1 місце, за яке змагалися 6 команд (включаючи збірну Родезії).

## Учасники

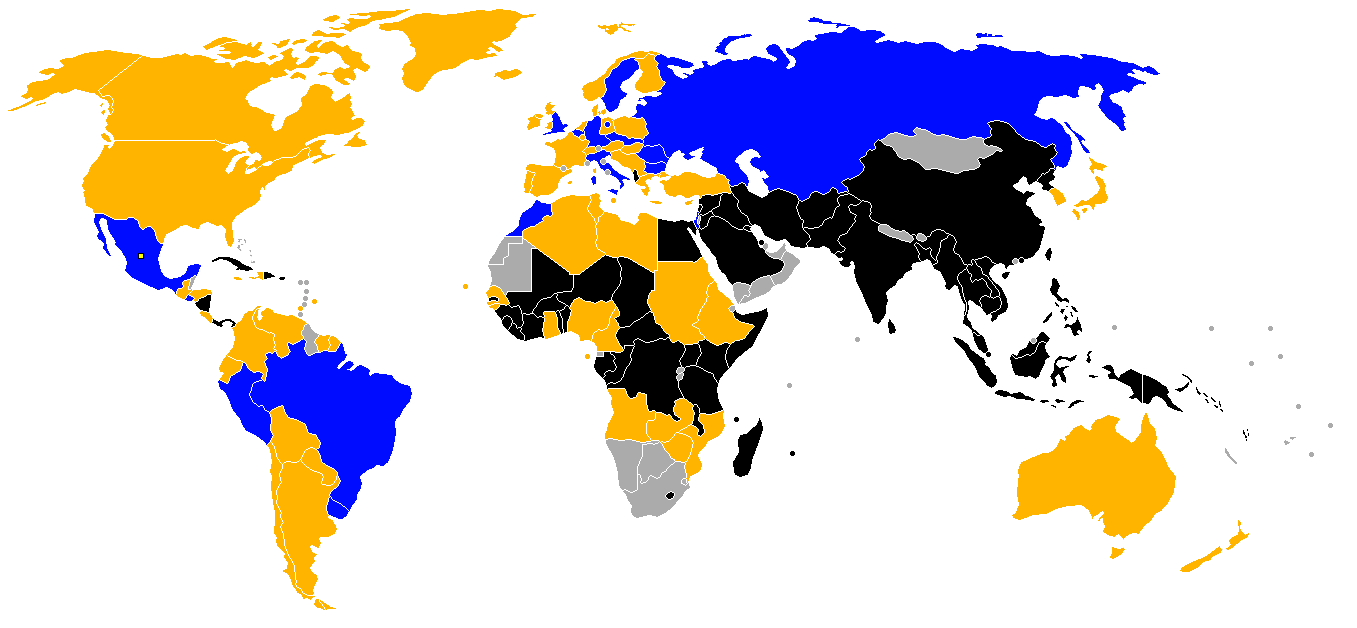
Країни, збірні яких кваліфікувалися на чемпіонат світу
Країни, чиї збірні не кваліфікувалися
Країни, чиї збірні не брали участі у відборі
Країни, що не входили до ФІФА

| Команда        | Спосіб кваліфікації         | Дата кваліфікації | Кількість участей | Участей поспіль    | Попереднє досягнення                                |
| -------------- | --------------------------- | ----------------- | ----------------- | ------------------ | --------------------------------------------------- |
| Мексика        | Господар                    | 8 жовтня 1964     | 7-ме              | 6                  | Груповий раунд (1930, 1950, 1954, 1958, 1962, 1966) |
| Англія         | Чинний чемпіон              | 30 липня 1966     | 6-те              | 6                  | Переможці (1966)                                    |
| Бельгія        | Переможець Групи 6 УЄФА     | 30 квітня 1969    | 5-те              | 1 (Востаннє: 1954) | Груповий етап (1930, 1934, 1938, 1954)              |
| Уругвай        | Переможець Групи 3 КОНМЕБОЛ | 10 серпня 1969    | 6-те              | 3                  | Переможці (1930, 1950)                              |
| Бразилія       | Переможець Групи 2 КОНМЕБОЛ | 24 серпня 1969    | 9-те              | 9                  | Переможці (1958, 1962)                              |
| Перу           | Переможець Групи 1 КОНМЕБОЛ | 31 серпня 1969    | 2-ге              | 1 (Востаннє: 1930) | Груповий етап (1930)                                |
| Сальвадор      | Переможець відбору КОНКАКАФ | 8 жовтня 1969     | 1-ше              | 1                  | –                                                   |
| Швеція         | Переможець Групи 5 УЄФА     | 15 жовтня 1969    | 5-те              | 1 (Востаннє: 1958) | Фіналісти (1958)                                    |
| ФРН            | Переможець Групи 7 УЄФА     | 22 жовтня 1969    | 7-ме              | 5                  | Переможці (1954)                                    |
| Марокко        | Переможець відбору КАФ      | 26 жовтня 1969    | 1-ше              | 1                  | –                                                   |
| СРСР           | Переможець Групи 4 УЄФА     | 4 листопада 1969  | 4-те              | 4                  | Четверте місце (1966)                               |
| Румунія        | Переможець Групи 1 УЄФА     | 16 листопада 1969 | 4-те              | 1 (Востаннє: 1938) | Груповий етап (1930, 1934, 1938)                    |
| Італія         | Переможець Групи 3 УЄФА     | 22 листопада 1969 | 7-ме              | 3                  | Переможці (1934, 1938)                              |
| Чехословаччина | Переможець Групи 2 УЄФА     | 3 грудня 1969     | 6-те              | 1 (Востаннє: 1962) | Фіналісти (1934, 1962)                              |
| Болгарія       | Переможець Групи 8 УЄФА     | 7 грудня 1969     | 3-тє              | 3                  | Груповий етап (1962, 1966)                          |
| Ізраїль        | Переможець відбору АФК/ОФК  | 14 грудня 1969    | 1-ше              | 1                  | –                                                   |

У наступному відбірковому циклі 10 із цих 16 команд не змогли кваліфікуватися на чемпіонат світу 1974: Бельгія, Чехословаччина, Сальвадор, Англія, Ізраїль, Мексика, Марокко, Перу, Румунія і СРСР.

## УЄФА
Загалом позмагатися за вісім місць у фінальній частині чемпіонату від УЄФА висловили бажання команди з 30 країн. Заявку однієї з них, збірної Албанії, відхилили.
Решту 29 команд-учасниць кваліфікаційного турніру розподілили між вісьмома групами, по чотири або три команди. Переможець змагання у кожній із груп здобував право участі у фінальній частині світової першості.
| Команда    | І | О |
| ---------- | - | - |
| Румунія    | 6 | 8 |
| Греція     | 6 | 7 |
| Швейцарія  | 6 | 5 |
| Португалія | 6 | 4 |

| Команда        | І | О |
| -------------- | - | - |
| Чехословаччина | 6 | 9 |
| Угорщина       | 6 | 9 |
| Данія          | 6 | 5 |
| Ірландія       | 6 | 1 |

| Команда | І | О |
| ------- | - | - |
| Італія  | 4 | 7 |
| НДР     | 4 | 5 |
| Уельс   | 4 | 0 |

| Команда           | І | О |
| ----------------- | - | - |
| СРСР              | 4 | 7 |
| Північна Ірландія | 4 | 5 |
| Туреччина         | 4 | 0 |

| Команда  | І | О |
| -------- | - | - |
| Швеція   | 4 | 6 |
| Франція  | 4 | 4 |
| Норвегія | 4 | 2 |

| Команда   | І | О |
| --------- | - | - |
| Бельгія   | 6 | 9 |
| Югославія | 6 | 7 |
| Іспанія   | 6 | 6 |
| Фінляндія | 6 | 2 |

| Команда   | І | О  |
| --------- | - | -- |
| ФРН       | 6 | 11 |
| Шотландія | 6 | 7  |
| Австрія   | 6 | 6  |
| Кіпр      | 6 | 0  |

| Команда    | І | О |
| ---------- | - | - |
| Болгарія   | 6 | 9 |
| Польща     | 6 | 8 |
| Нідерланди | 6 | 7 |
| Люксембург | 6 | 0 |

## КОНМЕБОЛ
Десять команд-учасниць відбору змагалися за три путівки до фінальної частини чемпіонату світу і були розподілені між двома групами по три команди в кожній і однією групою з чотирма учасниками. Переможець кожної групи виходив до фінальної частини світової першості.
Уперше, і наразі востаннє, в історії збірна Аргентини брала участь у відбірковому турніру на світову першість і не подолала його.

### Група 1
| Місце | Команда   | О | І | В | Н | П | Г+ | Г- | РГ |
| ----- | --------- | - | - | - | - | - | -- | -- | -- |
| 1     | Перу      | 5 | 4 | 2 | 1 | 1 | 7  | 4  | +3 |
| 2     | Болівія   | 4 | 4 | 2 | 0 | 2 | 5  | 6  | −1 |
| 3     | Аргентина | 3 | 4 | 1 | 1 | 2 | 4  | 6  | −2 |

### Група 2
| Місце | Команда   | О  | І | В | Н | П | Г+ | Г- | РГ  |
| ----- | --------- | -- | - | - | - | - | -- | -- | --- |
| 1     | Бразилія  | 12 | 6 | 6 | 0 | 0 | 23 | 2  | +21 |
| 2     | Парагвай  | 8  | 6 | 4 | 0 | 2 | 6  | 5  | +1  |
| 3     | Колумбія  | 3  | 6 | 1 | 1 | 4 | 7  | 12 | −5  |
| 4     | Венесуела | 1  | 6 | 0 | 1 | 5 | 1  | 18 | −17 |

### Група 3
| Місце | Команда | О | І | В | Н | П | Г+ | Г- | РГ |
| ----- | ------- | - | - | - | - | - | -- | -- | -- |
| 1     | Уругвай | 7 | 4 | 3 | 1 | 0 | 5  | 0  | +5 |
| 2     | Чилі    | 4 | 4 | 1 | 2 | 1 | 5  | 4  | +1 |
| 3     | Еквадор | 1 | 4 | 0 | 1 | 3 | 2  | 8  | −6 |

## КОНКАКАФ
Заявки на у участь у кваліфікаційного раунді подали 13 збірних, яки мали визначити між собою єдиного учасника фінальної частини чемпіонату світу. Ще один представник конфедерації, збірна Мексики отримала місце на футбольній першості автоматично як команда-господар.
Заявку збірної Куби відхилили, решта 12 команд розіграли між собою путівку на чемпіонат світу в 3 раундах — у першому, з якого проходили далі переможці чотирьох груп із трьох команд у кожній, півфінальному та фінальному.
Путівку на чемпіонат світу вперше у своїй історії здобула збірна Сальвадору, яка здолала у додатковому матчі фінального раунду збірну Гаїті завдяки єдиному голу, забитому у додатковий час гри. Протистояння збірних Сальвадору і Гондурасу на стадії півфіналів відбору стало каталізатором збройного конфлікту між країнами відомого як Футбольна війна.

### Перший раунд

#### Група 1
| Місце | Команда            | О | І | В | Н | П | Г+ | Г- | РГ  |
| ----- | ------------------ | - | - | - | - | - | -- | -- | --- |
| 1     | США                | 6 | 4 | 3 | 0 | 1 | 11 | 6  | +5  |
| 2     | Канада             | 5 | 4 | 2 | 1 | 1 | 8  | 3  | +5  |
| 3     | Бермудські Острови | 1 | 4 | 0 | 1 | 3 | 2  | 12 | −10 |

#### Група 2
| Місце | Команда           | О | І | В | Н | П | Г+ | Г- | РГ |
| ----- | ----------------- | - | - | - | - | - | -- | -- | -- |
| 1     | Гаїті             | 5 | 4 | 2 | 1 | 1 | 9  | 5  | +4 |
| 2     | Гватемала         | 4 | 4 | 1 | 2 | 1 | 5  | 3  | +2 |
| 3     | Тринідад і Тобаго | 3 | 4 | 1 | 1 | 2 | 4  | 10 | −6 |

#### Група 3
| Місце | Команда    | О | І | В | Н | П | Г+ | Г- | РГ |
| ----- | ---------- | - | - | - | - | - | -- | -- | -- |
| 1     | Гондурас   | 7 | 4 | 3 | 1 | 0 | 7  | 2  | +5 |
| 2     | Коста-Рика | 5 | 4 | 2 | 1 | 1 | 7  | 3  | +4 |
| 3     | Ямайка     | 0 | 4 | 0 | 0 | 4 | 2  | 11 | −9 |

#### Група 4
| Місце | Команда                          | О | І | В | Н | П | Г+ | Г- | РГ |
| ----- | -------------------------------- | - | - | - | - | - | -- | -- | -- |
| 1     | Сальвадор                        | 6 | 4 | 3 | 0 | 1 | 10 | 5  | +5 |
| 2     | Нідерландська Гвіана             | 4 | 4 | 2 | 0 | 2 | 10 | 9  | +1 |
| 3     | Нідерландські Антильські острови | 2 | 4 | 1 | 0 | 3 | 3  | 9  | −6 |

### Півфінальний раунд

#### Група 1
| Місце | Команда | О | І | В | Н | П | Г+ | Г- | РГ |
| ----- | ------- | - | - | - | - | - | -- | -- | -- |
| 1     | Гаїті   | 4 | 2 | 2 | 0 | 0 | 3  | 0  | +3 |
| 2     | США     | 0 | 2 | 0 | 0 | 2 | 0  | 3  | −3 |

#### Група 2
| Місце | Команда   | О | І | В | Н | П | Г+ | Г- | РГ |
| ----- | --------- | - | - | - | - | - | -- | -- | -- |
| 1=    | Сальвадор | 2 | 2 | 1 | 0 | 1 | 3  | 1  | +2 |
| 1=    | Гондурас  | 2 | 2 | 1 | 0 | 1 | 1  | 3  | −2 |

Сальвадор і Гондурас виграли свої домашні ігри, набравши однакову кількість очок, тож призначили додаткову гру на нейтральному полі для визначення учасника фінального раунду.
| 26 червня 1969 | Сальвадор                        | 3–2 | Гондурас              | Мехіко, Мексика                         |  |
|                | Мартінес 8', 28' Кінтанілья 101' |     | Кардона 19' Гомес 50' | Суддя: Абель Агілар Елісальде (Мексика) |  |
|                |                                  |     |                       |                                         |  |

### Фінальний раунд
| Місце | Команда   | О | І | В | Н | П | Г+ | Г- | РГ |
| ----- | --------- | - | - | - | - | - | -- | -- | -- |
| 1=    | Гаїті     | 2 | 2 | 1 | 0 | 1 | 4  | 2  | +2 |
| 1=    | Сальвадор | 2 | 2 | 1 | 0 | 1 | 2  | 4  | −2 |

Сальвадор і Гаїті виграли гостьові ігри, набравши однакову кількість очок, тож призначили додаткову гру на нейтральному полі для визначення переможця кваліфікаційного раунду і, відповідно, учасника фінальної частини чемпіонату світу.
| 8 жовтня 1969 | Сальвадор     | 1–0 (д.ч.) | Гаїті | Кінгстон, Ямайка                    |  |
|               | Мартінес 104' |            |       | Суддя: Данстен (Бермудські острови) |  |
|               |               |            |       |                                     |  |

## КАФ
Уперше Африка отримала гарантоване місце у фінальній частині чемпіонату світу, що стало реакцією ФІФА на бойкот відбору на попередню світову першість африканськими командами через наявність квоти лише в одне місце у фінальній частині для всіх країн Африки, Азії та Океанії.
Загалом позмагатися за єдину путівку на світовий чемпіонат висловили бажання 13 африканських команд, однак заявки збірних Гвінеї і Заїру відхилила ФІФА.
Формат турніру для 11 збірних, допущених до кваліфікаціного раунду в конфедерації КАФ, складався з трьох раундів:
- Перший раунд: Гана отримала автоматичний прохід до Другого раунду, решту ж 10 команд розподілили на п'ять пар, у кожній з яких визначалося по одному учаснику Другого раунду за сумою двох ігор, по одній на полі кожного із суперників.
- Другий раунд: шість команд-учасниць розподілялися на три пари, у кожній з яких визначалося по одному учаснику Фінального раунду за сумою двох ігор, по одній на полі кожного із суперників.
- Фіанльний раунд: три команди-учасниці змагалися за круговою системою. Кожна із команд грала із суперниками по руанду по дві гри, одній вдома і одній на виїзді. Переможець групового змагання виходив до фінальної частини чемпіонату світу.

Переможцем відбору стала збірна Марокко, здобувши свою першу путівку на світову першість і ставши другою в історії африканською командою-учасником головного футбольного турніру світу (після участі збірна Єгипту у ЧС-1934).

### Перший раунд
| Команда 1        | Заг.   | Команда 2 | 1-й матч | 2-й матч   |
| ---------------- | ------ | --------- | -------- | ---------- |
| Північна Родезія | 6–6    | Судан     | 4–2      | 2–4 (д.ч.) |
| Марокко          | 4–2    | Сенегал   | 1–0      | 1–2        |
| Алжир            | 1–2    | Туніс     | 1–2      | 0–0        |
| Нігерія          | 4–3    | Камерун   | 1–1      | 3–2        |
| Лівія            | 3–5    | Ефіопія   | 2–0      | 1–5        |
| Гана             | прохід |           |          |            |

### Другий раунд
| Команда 1 | Заг. | Команда 2 | 1-й матч | 2-й матч   |
| --------- | ---- | --------- | -------- | ---------- |
| Туніс     | 2–2  | Марокко   | 0–0      | 0–0 (д.ч.) |
| Ефіопія   | 2–4  | Судан     | 1–1      | 1–3        |
| Нігерія   | 3–2  | Гана      | 2–1      | 1–1        |

### Фінальний раунд
| Місце | Команда | О | І | В | Н | П | Г+ | Г- | РГ |
| ----- | ------- | - | - | - | - | - | -- | -- | -- |
| 1     | Марокко | 5 | 4 | 2 | 1 | 1 | 5  | 3  | +2 |
| 2     | Нігерія | 4 | 4 | 1 | 2 | 1 | 8  | 7  | +1 |
| 3     | Судан   | 3 | 4 | 0 | 3 | 1 | 5  | 8  | −3 |

## АФК/ОФК
За єдину путівку до фінальної частини чемпіонату світу бажання поборотися висловили загалом шість команд азійської конфедерації АФК і конфедерації Австралії й Океанії (ОФК). Разом з ними змагалася африканська збірна Родезії, футбольна федерації не входила до КАФ, через що команда не могла брати участі у відборі, що проводився цією африканською конфедерацією.
Кваліфікаційний турнір проходив у три раунди:
- У першому раунді три команди, збірні Австралії, Південної Кореї та Японії грали між собою груповий турнір на полях Південної Кореї, за результататми якого визначався один учасник Другого раунду.
- У Другому раунді преможець Першого раунду приєднувався до збірних Ізраїлю, Нової Зеландії та Родезії задля визначення двох учасників Фінального раунду. Змагання відбувалося у двох групах по дві команди у кожній. Переможці груп виходили до Фінального раунду.
- У Фінальному раунді дві команди-учасниці грали між собою дві гри, по одній вдома та у гостях, за результатами яких і визначався учасник Фінальної частини чемпіонату світу 1970 року.

Єдиний представник Азії і Океанії на попередньому чемпіонату світу, збірна КНДР, мала б починати відбірковий турнір з Другого раунду, проте відмовилася від участі з політичних причин через необхідність змагатися зі збірною Ізраїлю. Саме ізраїльська команда стала аврешті-решт переможцем кваліфікаційного турніру і уперше (і наразі востаннє) здобула право участі у фінальній частині першості світу.

### Перший раунд
| Місце | Команда                    | О | І | В | Н | П | Г+ | Г- | РГ |
| ----- | -------------------------- | - | - | - | - | - | -- | -- | -- |
| 1     | Австралія                  | 6 | 4 | 2 | 2 | 0 | 7  | 4  | 3  |
| 2     | Південно-Африканський Союз | 4 | 4 | 1 | 2 | 1 | 6  | 5  | 1  |
| 3     | Японія                     | 2 | 4 | 0 | 2 | 2 | 4  | 8  | −4 |

### Другий раунд

#### Група 1
| Місце | Команда   | О | І | В | Н | П | Г+ | Г- | РГ |
| ----- | --------- | - | - | - | - | - | -- | -- | -- |
| 1=    | Австралія | 2 | 2 | 0 | 2 | 0 | 1  | 1  | 0  |
| 1=    | Родезія   | 2 | 2 | 0 | 2 | 0 | 1  | 1  | 0  |

#### Група 2
| Місце | Команда        | О       | І       | В       | Н       | П       | Г+      | Г-      | РГ      |
| ----- | -------------- | ------- | ------- | ------- | ------- | ------- | ------- | ------- | ------- |
| 1     | Ізраїль        | 4       | 2       | 2       | 0       | 0       | 6       | 0       | +6      |
| 2     | Нова Зеландія  | 0       | 2       | 0       | 0       | 2       | 0       | 6       | −6      |
| —     | Північна Корея | знялася | знялася | знялася | знялася | знялася | знялася | знялася | знялася |

### Фінальний раунд
| Місце | Команда   | О | І | В | Н | П | Г+ | Г- | РГ |
| ----- | --------- | - | - | - | - | - | -- | -- | -- |
| 1     | Ізраїль   | 3 | 2 | 1 | 1 | 0 | 2  | 1  | +1 |
| 2     | Австралія | 1 | 2 | 0 | 1 | 1 | 1  | 2  | −1 |

## Бомбардири
10 голів
- Тостао

9 голів
- Герд Мюллер

7 голів
| - Луїджі Ріва | - Влодзімеж Любанський | - Хуан Рамон Мартінес |

6 голів
| - Йоган Девріндт - Ференц Бене | - Казімеж Дейна - Колін Стейн | - Уве Чіндваль - Пеле |

5 голів
| - Еріх Гоф | - Оділон Полленіс | - Йозеф Адамець |

4 голи
| - Гельмут Редль - Георгі Аспарухов - Христо Бонєв | - Анджей Яросик - Драган Джаїч - Гі Сан-Віль | - Воррен Арчибальд - Гарба Окоє - Том Макколл |

3 голи
| - Карол Йокл - Оле Серенсен - Арто Толса - Ерве Ревеллі - Васіліс Ботінос - Йоргос Сідеріс - Анталь Дунаї - Уле Дибвад-Ульсен - Еусебіу | - Флоря Думітраке - Алан Гілзін - Хосе Еулохіо Гарате - Вольфганг Оверат - Вахидин Мусемич - Славень Замбата - Жаїрзіньйо - Адольфо Оліварес | - Гі Франсуа - Жозеф Обас - Пітер Міллар - Віллі Рой - Хуман Жарір - Еммент Капенгве - Бабікер Санто - Мордехай Шпіглер |

2 голи
| - Вільфрід Пюї - Динко Дерменджиєв - Владимир Гагара - Ладислав Куна - Андрей Квашняк - Вольфрам Леве - Ебергард Фогель - Томмі Ліндгольм - Жан-Клод Бра - Йоргос Дедес - Лайош Кочиш - Дон Гівенс - Сандро Маццола - Джоні Леонард - Тео Пальплац - Террі Гаркін - Жасінту Сантуш - Боббі Мердок - Кахі Асатіані - Володимир Мунтян - Гіві Нодія - Амансіо Амаро - Бу Ларссон - Фріц Кюнцлі | - Жорж Вюйєм'є - Гельмут Галлер - Йосип Букал - Методія Спасовський - Рафаель Альбрехт - Рауль Альварес - Еду - Франсіско Вальдес - Хорхе Галлего - Хорхе Антоніо Гонсалес - Орландо Меса - Ерменехільдо Сегрера - Сатурніно Арруа - Ральф Макпейт - Нік Пападакіс - Тібор Віг - Едуардо Чаваррія - Ельмер Асеведо - Віктор Мануель Асукар - Хуан Франсіско Барраса - Хоель Естрада - Хосе Кінтанілья - Гюг Гійом - Рігоберто Гомес | - Дональдо Росалес - Пауль Рубен Корте - Жуль Лагадо - Рууд Скоонговен - Рой Ваненбург - Джеррі Бейкер - Зерга Геремев - Асмерон Герма - Мохаммед Ель-Філалі - Мохаммед Лаваль - Олумуїва Ошоде - Наср Ель-Дін Аббас - Ісмаель Бахіт - Алі Гагарін - Еззедін Шакрун - Рей Баарц - Джонні Воткісс - Єгошуа Файгенбаум - Жора Шпігель - Міямото Терукі - Боббі Чалмерс - Чон Ган Джі - Пак Со Іль |

1 гол
| - Вільгельм Кройц - Гельмут Зібер - Аугуст Штарек - Леон Земмелінг - Димитар Пенєв - Димитар Якимов - Панікос Ефтіміадіс - Нікос Канциліеріс - Душан Кабат - Франтішек Веселий - Бент Єнсен - Ульрік ле Февр - Оле Мадсен - Геннінг Френцель - Ганс-Юрген Крайше - Петер Рок - Туро Флінк - Жан Джоркаєфф - Міміс Домазос - Костас Елефтеракіс - Йоргос Кудас - Міміс Папаіоанну - Флоріан Альберт - Янош Фаркаш - Ласло Фазекаш - Золтан Халмоші - Лайош Пушкаш - Лайош Сюч - Еамонн Роджерс - Анджело Доменгіні - Йозі Кірхенс - Поль Філіпп - Йоган Кройф - Дік ван Дейк - Вім ван Ганегем - Вім Янсен - Сьяк Роггевен - Вітсе Венстра - Генк Вері - Джордж Бест - Вільям Кемпбелл - Дерек Дуган - Ерік Макморді - Джиммі Ніколсон - Одд Іверсен - Броніслав Була - Єжі Вілім - Жозе Аугушту ді Алмейда - Жасінту Жуан - Фернанду Періш - Емеріх Дембровський - Ніколае Добрин - Флавіус Доміде - Біллі Бремнер - Томмі Геммелл - Едді Грей - Віллі Гендерсон - Джиммі Джонстон - Деніс Лоу - Біллі Макнілл - Анатолій Бишовець - Віталій Хмельницький - Хуан Мануель Асенсі | - Мігель Анхель Бустільйо - Піррі - Хоакін Сьєрра - Мануель Веласкес - Лейф Ерікссон - Уве Гран - Роланд Гріп - Ер'ян Перссон - Рене-П'єр Квентен - Ендер Конца - Огюн Алтипармак - Майк Інгленд - Девід Павелл - Джон Тошак - Клаус Фіхтель - Зігфрід Гельд - Горст-Дітер Геттгес - Райнгард Лібуда - Макс Лоренц - Рудольф Белін - Івиця Осим - Мирослав Павлович - Деніял Пирич - Един Спречо - Альберто Рендо - Анібаль Тарабіні - Раміро Блакут - Хуан Амеріко Діас - Роберто Рівеліно - Хав'єр Тамайо - Фелікс Лассо - Том Родрігес - Лоренсо Хіменес - Ауреліо Мартінес - Хуан Карлос Рохас - Альсідес Соса - Роберто Чальє - Луїс Крусадо - Теофіло Кубільяс - Альберто Гальярдо - Педро Пабло Леон - Освальдо Рамірес - Атіліо Анчета - Рубен Бареньйо - Хуліо Сесар Кортес - Педро Роча - Оскар Субія - Луїс Мендоса - Клайд Бест - Вінстон Тротт - Норман Паттерсон - Серджо Дзанатта - Леонель Ернандес - Едгар Нуньєс - Рой Саенс - Волфорд Вонс - Маріо Вега - Маурісіо Ернесто Гонсалес - Маурісіо Алонсо Родрігес - Едгар Гонсалес - Нельсон Мельгар - Девід Стокс - Клод Бартелемі | - Жан-Клод Дезір - Рейнольд Сен-Сурен - Філіп Ворб - Хосе Кардона - Рафаель Дік - Рейнальдо Мехія - Марко Антоніо Мендоса - Хосе Уркія - Леонард Веллс - Ласеллес Данклі - Еван Велш - Воутер Брокке - Антоніо Мартіна - Ельсіо Мартіна - Стюарт Остгуйзен - Едвін Шал - Дітріх Альбрехт - Зігфрід Штріцль - Буалем Аміруш - Давід Айо - Д'єдонне Бассанген - Норбер Овона - Кебеда Асфав - Еммануель Фесеха - Менгісту Ворку - Абека Анкра - Еммануель Ола - Махмуд Аль-Джахані - Ахмед Бен Соед - Мохамед Кусса - Хассан Акеспі - Дрісс Бамус - Бужемаа Бенхріф - Ахмед Фарас - Шеркауї Хафнауї - Мулай Ханусі - Джозеф Агоговбія - Пітер Аніеке - Сем Гарба - Себастьян Бродерік Імасуен - Сандей Іне - Августін Офуокву - Семюел Опоне - Еміль П'єр Діем - Абдулає Махтар Діоп - Джадалла Хейрельсеїд - Хасабу Ель-Сагеїр - Абделькфі Ельшейх - Джагдул - Авад Кока - Башра Вахба - Тахар Шаїбі - Абдесселем Шеман - Годфрі Читалу - Санді Капоса - Діксон Макваза - Віллі Разерфорд - Джонні Воррен - Кувахара Ясуюкі - Ватанабе Масасі - Кім Гі Бок - Лі Ї У |

1 автогол
| - Йоганн Айгенштіллер (у грі проти ФРН) - Жозе Агушту Торріш (у грі проти Греції) - Брюно Мішо (у грі проти Румунії) - Раміро Тобар (у грі проти Чилі) | - Валентін Мендоса (у грі проти Бразилії) - Ектор Чумпітас (у грі проти Болівії) - Рудольф Сміт (у грі проти США) - Тайрон де ла Бастід (у грі проти Гватемали) | - Селвін Мюррен (у грі проти Гватемали) - Девід Земан (у грі проти Ізраїлю) - Оґі Арітацу (у грі проти Австралії) - Філлемон Теджире (у грі проти Австралії) |